# Hruskovics Sámuel
Hruskovics Sámuel, olykor Hruskovicz névformában is (Korpona, 1694. április 1. – Besztercebánya, 1748. szeptember 1.) a Bányai evangélikus egyházkerület püspöke 1743-tól haláláig.

## Élete
Korponán kezdett tanulni. Még Jolsván, Selmecbányán, Besztercebányán és Rozsnyón járt iskolába, majd külföldre ment, és 1717. március 16-án Wittenbergben lett egyetemi hallgató. 1719-ben visszatérve hazájába, egy évig nevelősködött, 1720-ban pedig Egyházmaróton foglalt el lelkészi állást. 1732-től Besztercebányán lelkészkedett, s mint odavaló papot, 1744. január 22-én püspöknek választotta a bányai egyházkerület. 1746-ban végzett egyházlátogatása miatt 1747-ben megfosztották mindkét hivatalától s csak 1748 tavaszán helyezték vissza. 

## Művei
Kiadott egy szlovák kátét (1745), illetve a Tranoscius énekeskönyvét 88 énekkel bővítve, melyek közül ő fordított egy csomót németből. Respondeált a „De justificatione…” (1719) tartott vitán. Üdvözlő verset írt Hajnóczy Dánielhez (1718).